# New Line Television
New Line Television grundades 1988 och var ett amerikanskt tv-produktions- och distributionsföretag. Den var en del av New Line Cinema och bolaget ägdes av Time Warner.

## Producerade TV-serier
- Freddy's Nightmares1 (1988-1990)
- Dumb & Dumber (1995) (med Hanna-Barbera Productions)
- The Mask (1995-1997) (med Film Roman och Sunbow Productions)
- Mortal Kombat: Conquest (1998-2000) (med Threshold Entertainment/Lawrence Kasanoff; distribuerad av Warner Bros. Television Distribution)
- Breaking News (2002)
- The Twilight Zone (2002-2003)
- Masterminds (2003-2007)
- Amish in the City (2004)
- Kitchen Confidential (2005) (med 20th Century Fox Television)
- Blade: The Series (2006) (med Spike)
- The Real Wedding Crashers (2007)
- Friday: The Animated Series (2007) (med Cubevision och MTV2)
- Family Foreman (2008) (tillsammans med TV Land Originals)
- High School Confidential (2008)

## Distribuerade TV-serier
- The Lost World (1999-2002)